# نادي أولمبيا لاريسا لكرة السلة
نادي أولمبيا لاريسا لكرة السلة (باليونانية: Γυμναστικός Σύλλογος Ολύμπια Λάρισας)‏ هو فريق كرة سلة يوناني للمحترفين تأسس في سنة 1979 يقع مقره في لاريسا. ينافس في الدوري اليوناني لكرة السلة.

## أبرز اللاعبين
من أبرز اللاعبين الذين لعبوا معه:
- ألكسندر رادوجيفيتش
- كوري بيلسير
- ديموس ديكوديس
- إريك باركلي
- جورجيوس برينتيزيس
- جورجيوس تسياراس
- مات والش
- نيكوس أوكونومو
- ستيفن أريجبابو
- تايرون نيسبي

## أبرز المدربين
من أبرز المدربين الذين دربوه:
- جورجيوس بارتزوكاس
- نيكوس ستافروبولوس
- فانجيليس أليكساندرس